# Прохода Василь Хомич
Васи́ль Хоми́ч Прохо́да (нар. 25 грудня 1890 (6 січня 1891) — пом. 8 листопада 1971) — український військовий, політично-громадський і культурний діяч, підполковник Армії УНР, історик, науковець і публіцист, історіограф дивізії сірожупанників. Інженер-лісник.

## Життєпис
Походженням — з українських селян-козаків. Народився 25 грудня 1890 року на Кубані, у станиці Павловській. Там у 1906 році закінчив 2-х класне початкове училище та працював писарем у мирового судді.
У 1910 році переселився з матір'ю в Оріхів на Запоріжжі. Закінчив сільськогосподарське училище та в 1912 році склав іспит за 6-й клас в Оріхівському реальному училищі, отримавши таким чином освітній ценз на отримання звання вільновизначающогося 2-го розряду Російської імператорської армії в майбутньому.
Досягнувши призивного віку, 1 жовтня 1912 року, користучись пільгами за освіту, поступив на  дійсну 2-х річну військову службу до 51-го піхотного Литовського полку (в Сімферополі).
Учасник Першої світової війни. 
На початку війни був направлений до Іркутського військового училища, прискорений 4-х місячний курс якого закінчив 1 грудня 1914 року та був випущений прапорщиком у 10-й кубанський пластунський батальйон, а звідти відправлений на поповнення 53-го піхотного Волинською полку.
З 10 грудня 1914 р. — молодший офіцер 53-го піхотного Волинською полку, у складі якого брав участь у боях на Південно-західному фронті.
27 січня 1915 р. попав до австрійського полону. У таборі полонених офіцерів російської армії, спершу в Терезині (Чехія), разом з прапорщиком Костем Курилом та іншими, був засновником «Малоруской» бібліотеки та драматичного гуртка. У 1917 році ці гуртки в національно-культурній співпраці з Союзом визволення України були одними з перших, які включились до українізації офіцерського табору в Юзефові.
Перебуваючи у полоні в таборі для військових Терезієнштадт, був одним з ініціаторів створення українських громад та формування в 1918 р. у таборі Йозефштадт 1-ї козацько-стрілецької (Сірожупанної) дивізії.
Як напів-інвалід виїхав Василь Прохода у квітні 1918 р. в Оріхів на Запоріжжі, де оживив діяльність «Просвіти».
З прибуттям в Україну Сірої Дивізії вступив у вересні 1918 р. до 1-го її полку як полковий осавул (ад'ютант). З 27 вересня 1918 р. — старшина (офіцер) 1-го козацько-стрілецького (Сірожупанного) полку Армії Української Держави. З 6 жовтня 1918 р. — ад'ютант 1-го Сірожупанного полку Армії Української Держави. З 19 січня 1919 р. — начальник штабу Коростенської групи Дієвої армії УНР. З 19 лютого 1919 р. — ад'ютант 1-го Сірожупанного полку Дієвої армії УНР.
Брав участь у бойових діях дивізії до Луцької катастрофи в травні 1919 року. 20 травня 1919 р. потрапив у Луцьку до польського полону, перебував у таборі для військовополонених у Ковелі, звідки пізніше був переведений до табору у Вадовицях. Щоб уникнути нестерпних антисанітарних умов перебування в таборі, разом з другом Антоном Білоусом згодився вступити на службу до Збройних сил Півдня Росії. Обоє були відправлені до Російського комітету у Варшаві. По прибутті до Варшави Білоус і Прохода втекли від білогвардійців і знайшли полковника УНР Пузицького, який допоміг їм легалізуватись.
З 29 вересня 1919 року, після звільнення з польського полону, перебував у розпорядженні штабу Дієвої армії УНР. У вересні-листопаді брав активну участь у формуванні 4-го полку Сірожупанників 1-ї Рекрутської дивізії. З середини жовтня 1919 р. — в. о. ад'ютанта 4-го Сірожупанного рекрутського полку Дієвої армії УНР. З початку листопада 1919 р. — в. о. начальника штабу 1-ї Рекрутської дивізії, що мала бути створена з усіх запасних частин Дієвої армії УНР. На початку грудня 1919 р. залишив Армію УНР.
У квітні 1920 р. Василь Прохода з'явився в розпорядження штабу 4-ї стрілецької бригади 2-ї стрілецької (згодом — 3-ї Залізної) дивізії Армії УНР. Призначений начальником штабу 12-го стрілецького куреня (батальйону), деякий час — в. о. начальника штабу 7-ї бригади 3-ї Залізної дивізії Армії УНР.
З 21 серпня 1920 р. — начальник оперативного відділу, а з 15 вересня 1920 р. — начальник штабу 4-ї Сірожупанної бригади 2-ї Волинської дивізії Армії УНР. Там на становищі начальника штабу Сірої бригади на початку жовтня поранений у груди в бою під Сатановим на Поділлі.
Після одужання — черговий офіцер оперативного відділу штабу Армії УНР.
У польському таборі інтернованих займався просвітянською діяльністю та писав «Записки до історії Сірих або Сірожупанників» у трьох частинах, що опубліковані у збірнику «За Державність» та у воєнно-історичному журналі «Табор».
З травня 1922 р. — на еміграції у Чехословаччині.
У 1922—1927 рр. закінчив Українську господарську академію у Подєбрадах (лісовий відділ) та був у ній асистентом і лектором до 1932 р. Там, крім наукової діяльності, брав активну участь у національно-суспільній діяльності як голова Товариства колишніх українських старшин у Чехії, староста Союзу українських соколів за кордоном, редактор і видавець часопису «Село» Українського аграрного товариства академічного характеру. У подальшому працював інженером.
У 1927—1939 рр. очолював Товариство колишніх вояків Армії УНР у Чехословаччині, написав працю з історії 1-ї козацько-стрілецької дивізії (Сірожупанників).
З 1939 р. — у Німеччині. Був одним з активних членів Українського національного об'єднання.
З 1941 р. по січень 1945 р. працював інженером у німецькій будівельній фірмі «Йоганес-Ган».
2 лютого 1945 року заарештований радянськими органами «СМЕРШ» біля Познані. З 10 травня 1945 р. перебував під слідством у Лук'янівці в Києві. 9 серпня 1946 року засуджений до десяти років виправно-трудових робіт у таборі біля Воркути, потім перевезений до Комі АРСР (нині Республіка Комі). Пробувши 11 років в ув'язненні, 1956 року як громадянин ЧСР репатрійований до Пряшева.
У 1965 р. виїхав до своєї родини у США.
Помер у м. Денвері, штат Колорадо, похований на цвинтарі св. Андрія у Савт-Бавнд-Бруку.

## Праці
- Думки про Правду. До історії постання української нації
- Записки до історії Сірих або Сірожупанників // Табор. — Варшава, 1927.
- Записки до історії Сірих (Сірожупанників) // За Державність. — Каліш, 1929.
- Українська військова еміграція в Чехословаччині // Табор. — Варшава, 1934.
- Записки непокірливого:
  - Книга перша. В Україні. Історія національного усвідомлення, життя і діяльності звичайного українця. — Торонто : Пробоєм, 1967. — 434 с.
  - Книга друга. На чужині. Національно-культурна діяльність, боротьба за існування й перебування «на дні життя». — Новий Ульм : Українські Вісті, 1972. — 364 с.
  - Книга третя. — Київ : Смолоскип, 1996. — 224 с.

## Нагороди
- Медаль «У пам'ять 300-річчя царювання дому Романових» (1913)
- Хрест Симона Петлюри (1932)